# Антильский хомяк
Антильский хомяк (лат. Megalomys desmarestii) — вид грызунов семейства хомяковых. Видовое латинское название дано в честь французского зоолога Ансельма Гаэтана Демаре (1784—1838).
Этот вид был известен с Мартиники. Возможно, жил в лесу и плантациях в XIX веке.
Скорее всего, вымер из-за интродукции мангуста, хотя было высказано предположение, что извержение вулкана Монтань-Пеле в 1902 году, возможно, сыграло свою роль в окончательном вымирании.